# Джек Лаутервассер
Джек Лаутервассер (англ. Jack Lauterwasser, 4 червня 1904 — 2 лютого 2003) — британський велогонщик.
Срібний призер Олімпійських Ігор 1928 року в роздільній командній гонці.